# Dobre Miasto (gmina)
Pour la ville, voir Dobre Miasto.
Dobre Miasto est une gmina mixte du powiat de Olsztyn, Varmie-Mazurie, dans le nord de la Pologne. Son siège est la ville de Dobre Miasto, qui se situe environ 24 km au nord de la capitale régionale Olsztyn.
La gmina couvre une superficie de 258,7 km2 pour une population de 15 920 habitants.

## Géographie
Outre la ville de Dobre Miasto, la gmina inclut les villages de Barcikowo, Bzowiec, Cerkiewnik, Głotowo, Jesionowo, Kabikiejmy, Kabikiejmy Dolne, Kłódka, Knopin, Kosyń, Kunik, Łęgno, Mawry, Międzylesie, Nowa Wieś Mała, Orzechowo, Piotraszewo, Podleśna, Praslity, Smolajny, Stary Dwór, Swobodna, Urbanowo et Wichrowo.
La gmina borde les gminy de Dywity, Jeziorany, Lidzbark Warmiński, Lubomino et Świątki.